# Vivian Kingma
Vivian Jilling Kingma (* 23. Oktober 1994 in Den Haag, Niederlande) ist ein niederländischer Cricketspieler, der seit 2014 für die niederländische Nationalmannschaft spielt.

## Aktive Karriere
Kingma gab sein First-Class-Debüt im Rahmen des ICC Intercontinental Cups im August 2013 gegen Kanada. Im Januar folgte gegen diese beim ICC Cricket World Cup Qualifier 2014 auch sein ODI-Debüt. Im Februar 2016 gab er sein Twenty20-Debüt gegen Schottland. Im Mai 2021 gelangen ihm in der ODI-Serie gegen Schottland 3 Wickets für 21 Runs. Bei der Tour gegen Afghanistan im Januar 2022 wurde er der Ballmanipulation für schuldig befunden und für mehrere Spiele gesperrt. Bei zwei Drei-Nationen-Turnieren in Nepal im Februar 2024 erzielte er jeweils drei Wickets gegen Namibia (3/19) und den Gastgeber (3/39) im ODI-Turnier und ein weiteres Mal drei Wickets gegen Nepal (3/17) in den Twenty20s. Bei einem heimischen Drei-Nationen-Turnier im Mai 2024 erreichte er 4 Wickets für 21 Runs gegen Schottland und wurde dafür als Spieler des Spiels ausgezeichnet. Daraufhin wurde er für den ICC Men’s T20 World Cup 2024 nominiert.